# Der Garten Eden (Film)
Der Garten Eden (Originaltitel: The Garden of Eden) ist eine US-amerikanische Stummfilmkomödie aus dem Jahr 1928 von Lewis Milestone mit Corinne Griffith und Louise Dresser in den Hauptrollen. Der Film wurde von Feature Productions produziert und basiert auf dem Bühnenstück Der Garten Eden, Komödie in vier Akten von Rudolf Bernauer und Rudolf Österreicher und dem von Avery Hopwood daraus ins Englische adaptierte Stück Der Garden of Eden.

## Handlung
Die aufstrebende Opernsängerin Toni Lebrun verlässt die Wiener Bäckerei ihrer Tante und ihres Onkels, um auf die Bühne zu gehen. Nachdem Toni einen Brief von „F. Bauer“ erhalten hat, der sie als Sängerin im Palais du Paris engagieren möchte, steigt sie eifrig in einen Zug nach Budapest. Dort entdeckt Toni jedoch, dass das Palais de Paris ein kitschiger Nachtclub ist, der von der burschikosen Madame Bauer geführt wird. Obwohl Toni enttäuscht ist, überzeugt Madame Bauer sie davon, dass sie eine großartige Sängerin sein werde und sorgt dafür, dass die Garderobenfrau Rosa ihr für die Show an diesem Abend ein knappes Kostüm anzieht. Kurz vor ihrem Stichwort weigert sich Toni jedoch wegen des Kostüms weiterzumachen.
Madame Bauer gibt Rosa die Schuld und steckt Toni in ein bescheidener aussehendes Kostüm. Dann fordert sie den Bühnenmanager heimlich auf, das Licht im Saal auszuschalten, wenn sie das Signal gibt. Im Publikum sitzt ein Freund von Madame Bauer, Henri D'Avril, ein Lebemann, der sich sehr zu Toni hingezogen fühlt, als das Licht ihre nackten Beine durch das hauchdünne Kostüm hindurch sichtbar macht. Als Toni den Schock in Rosas Gesicht sieht, rennt sie verlegen von der Bühne. Madame Bauer bringt Toni mit Henri zusammen, aber mit Rosas Hilfe entkommt sie im Dunkeln, so dass Henri versehentlich Rosa küsst. Nachdem Madame Bauer sie gefeuert hat, ist Toni verzweifelt. Rosa erklärt, dass sie gerade in ihren jährlichen zweiwöchigen Urlaub fährt und genug Geld für beide hat. Toni will das nicht ausnutzen, aber Rosa besteht darauf, dass sie mitkommt.
Am nächsten Tag kommen die beiden im Hotel Eden in Monte Carlo an, wo Rosa, jetzt elegant gekleidet, von mehreren Gästen herzlich begrüßt wird und sich als Baronin de Garcer mit Tochter Antoinette. In ihrer Suite will Toni ihre Sachen packen, weil sie denkt, dass Rosa eine Diebin sein muss, um sich ein solches Hotel leisten zu können. Doch Rosa beweist ihr, dass sie tatsächlich eine Baronin ist, und verbringt zwei Wochen mit der gesamten Jahresrente ihres verstorbenen Mannes im Luxus in Monte Carlo. Bald lernt Toni Richard Dupont kennen, einen wohlhabenden jungen Mann, dessen Zimmer gegenüber von Toni und Rosa liegt. Während ihres Aufenthalts verlieben sich Toni und Richard ineinander, ohne zu ahnen, dass Colonel Dupont, Richards Onkel, sich ebenfalls in Toni verliebt hat und einen Heiratsantrag machen will. Kurz vor Ende ihres Aufenthalts teilt Rosa Toni traurig mit, dass ihr Geld nun ausgegeben sei und sie gehen müssten. Weil Toni so verärgert ist, gibt Rosa ihr ein Schlafpulver, um sie zu beruhigen. Als der Oberst und Richard unterdessen erkennen, dass sie Toni beide am Nachmittag einen Heiratsantrag machen wollen, lässt der Oberst Richard widerwillig nur dreißig Minuten, um Toni davon zu überzeugen, seinen Vorschlag anzunehmen. Als Richard sie besucht, beginnt das Schlafpulver zu wirken, doch obwohl er das Pulver versehentlich selbst eingenommen hat, nimmt Toni Richards Verlobungsring entgegen und der Oberst gibt seinen Segen.
Am Tag der Hochzeit macht sich Toni Sorgen, weil sie nicht als Baronin geboren wurde, aber Rosa, die sie adoptiert hat, versichert ihr, dass alles gut werden wird, weil Richard sie liebt. Obwohl Richards zahlreiche Tanten und Onkel misstrauisch sind, steht die Hochzeit kurz vor dem Beginn, als Richards Lieblingsonkel Henri eintrifft. Als er und Toni sich privat treffen, weil sie sicher ist, dass er ihre Vergangenheit im Palais de Paris preisgeben wird, beschließt sie, es Richard und seinen Verwandten selbst zu erzählen. Danach wirft sie all den Schmuck und die Kleidung ab, die Richard ihr gekauft hat, und rennt weg. Henri stellt den verwirrten Richard wütend zur Rede und sagt ihm, dass er ein Narr wäre, wenn er sich von seinen snobistischen Verwandten beeinflussen ließe, ein so prächtiges Mädchen nicht zu heiraten. Richard erwischt Toni rechtzeitig und mit der Hilfe von Rosa und einem Pfarrer heiraten die beiden, nachdem Toni versucht, sich unter der Decke ihres Bettes zu verstecken. Als schließlich Richards Verwandte den Flur vor ihrem Zimmer stürmen, bringt der Pfarrer das „Bitte nicht stören“-Schild an der Tür an.

## Hintergrund
Einem Zeitungsartikel zufolge wurden mehrere Szenen in Farbe gedreht.
William Cameron Menzies oblag die künstlerische Leitung. Casey Roberts war für das Szenenbild zuständig. John W. Considine Jr. arbeitete als Produktionsleiter.

## Veröffentlichung
Die Premiere des Films fand am 4. Februar 1928 statt. Noch im gleichen Jahr kam er im Deutschen Reich in die Kinos.

## Kritiken
Der Filmkritiken-Aggregator Rotten Tomatoes hat in einer Auswertung von über 250 User-Kritiken ein Publikumsergebnis von 50 Prozent positiver Bewertungen ermittelt.
Mordaunt Hall von der The New York Times schrieb, es handele sich um eine lange Geschichte, vielleicht zu lang, aber da Corinne Griffith hin und wieder auftaucht, werde es nie wirklich langweilig. Es gebe einige sehr gute Ideen, aber hier und da könnte man die Vorfälle fast als albern bezeichnen. Gelegentlich lasse Lewis Milestone zu, dass seine Komödie über die Grenzen hinausgeht.
Ken Hanke befand im Mountain Xpress, Milestone mache aus der witzigen Raffinesse des Materials das Beste. Unterstützt werde er hier nicht zuletzt von einer großartigen Besetzung und einigen erstaunlichen Bühnenbildern von William Cameron Menzies.